# گورستان سیرین کر
قبرستان سیرین کر مربوط به سده‌های متاخر دوران‌های تاریخی پس از اسلام است و در شهرستان سرباز، بخش پیشین، دهستان جکیگور، روستای سیرین کر واقع شده و این اثر در تاریخ ۲۷ اسفند ۱۳۸۷ با شمارهٔ ثبت ۲۶۲۴۳ به‌عنوان یکی از آثار ملی ایران به ثبت رسیده است.